# 23-й загін морської охорони (Україна)
23-й загін морської охорони (23 ЗгМО, в/ч 1472) — формування Морської охорони Державної прикордонної служби України. Охороняє морську ділянку державного кордону в Азовському морі — 154,7 морських миль (249,5 км) та Керченській протоці — 30,4 миль (49 км). Маріупольський загін морської охорони контролює узбережжя Азовського моря в межах Донецької, Запорізької та Херсонської областей.

## Історія

Маріупольський загін морської охорони, 2017 рік.

3 березня 2014 року після опівночі до морських прикордонників Керченського загону на Генмолу приїхали 4 автобусів з озброєними людьми без розпізнавальних знаків. Невідомі у масках оточили територію Керченського загону морської охорони, і після переговорів з українськими прикордонниками безперешкодно зайняли територію частини.
Після проведення 16 березня 2014 року  референдуму про статус Криму, 18 березня Державна прикордонна служба України розпочала виведення загонів морської охорони з Криму. 11 кораблів Керченського загону морської охорони перебазувалися у місто Бердянськ, Запорізької області, а потім в ніч з 13 на 14 квітня в місто Маріуполь, Донецької області на місце постійної дислокації, де вже базувалися 7 катерів окремого морського дивізіону.
31 серпня 2014 року о 15:10 в Азовському морі російські бойовики обстріляли тактичну групу з двох сторожових катерів Маріупольського загону Морської охорони (катер BG-119 проекту 1400М «Гриф» і малий катер типу «Калкан»). У результаті обстрілу на катері «Гриф» виникла пожежа, після чого він затонув. Катер типу «Калкан» отримав пошкодження під час обстрілу і був змушений покинути місце обстрілу. На порятунок екіпажу прибули інші катери Морської охорони, було врятовано 8 моряків, 7 з яких було поранено. 5 жовтня близько 14:00 в морі поблизу Маріуполя під час спроби огляду місця трагедії та пошуку двох зниклих безвісти моряків, з району н.п. Широкине відбувся обстріл тактичної групи катерів Морської охорони. Згодом було встановлено загиблих — це були моряки-прикордонники Денис Пєтухов і Богдан Тищенко.
7 червня 2015 року пополудні під час виконання завдань за 2 милі від входу в порт Маріуполя малий катер Морської охорони ДПСУ UMS-1000 підірвався на плавучому вибуховому пристрої — прикордонники сприйняли невідомий предмет за радіобуй та намагалися його підтягнути до судна, в цей момент спрацював вибуховий пристрій. На борту катера перебувало 4 військовики ДПСУ, 3 військовослужбовці ЗСУ та 1 особа. Шістьох постраждалих доставили в лікарню Маріуполя, один з них згодом помер — 45-річний мешканець Маріуполя, волонтер, чиновник міської служби Віталій Анатолійович Татар. 8 червня були знайдені фрагменти тіла зниклого командира катера — Антон Маслій загинув під час вибуху.
9 жовтня 2015 року Державна Азовська морська екологічна інспекція передала катер "Калкан" загону морської охорони ДПСУ, який базується в Маріуполі. Він став шостим катером цього типу на озброєнні ДПСУ.
29 липня 2016 року в Маріупольському загоні морської охорони свято — він відзначає 22–річчя з дня створення.
Пошкоджений 7 червня 2015 року катер UMS-1000 було піднято й відремонтовано та повернуто до строю 26 травня 2017 року (витрати на ремонт склали 2,5 млн. гривень).
15 листопада 2016 року до складу Маріупольського загону морської охорони було передано новий броньований катер UMS-1000.
З початку Повномасштабного вторгнення РФ в Україну загін морської охорони брав безпосередню участь в обороні Маріуполя (2022), зокрема в боях за Азовсталь.
27 липня 2022 року загін відзначений почесною відзнакою «За мужність та відвагу».
З 2022 року 23 загін відновив свою службу в оновленому складі у м. Білгород-Дністровський.

## Символіка

Емблема ДПСУ Морської охорони України
Емблема ДПСУ

## Корабельний склад
- Корабель морської охорони проекту 205П «Донбас» (б/н BG-32)[15]
- Корабель морської охорони шхуна «Онікс» (б/н BG-59) (трофей)
- Катери морської охорони проекту 1400М «Гриф» (з б/н BG-105, BG-108, BG-110 «Любомир», BG-114, BG-118 «Арабат».
- Малі катери морської охорони проекту 50030 «Калкан» (б/н BG-303, BG-304, BG-305, BG-308, BG-309, BG-310, BG-311[16]).
- Малі катери морської охорони проектів «Galia 640», «UMS-600» — по одному, «UMS-1000[17][18]» (б/н BG-22, BG-24, BG-25[19]) - 3 шт.

## Командири
- капітан I рангу Юрій Лошак (2008-2014)[20]
- капітан I рангу Сирінський Микола Володимирович (2015 — 2019[уточнити])[21]
- капітан I рангу Левицький Микола Сергійович (2019 — 2022)[22]
- капітан I рангу Паславський Михайло Миколайович (2022 - н.ч)[14]

## Галерея

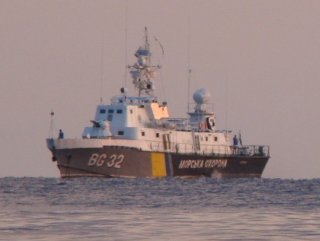
Корабель Морської охорони «Донбас» BG-32
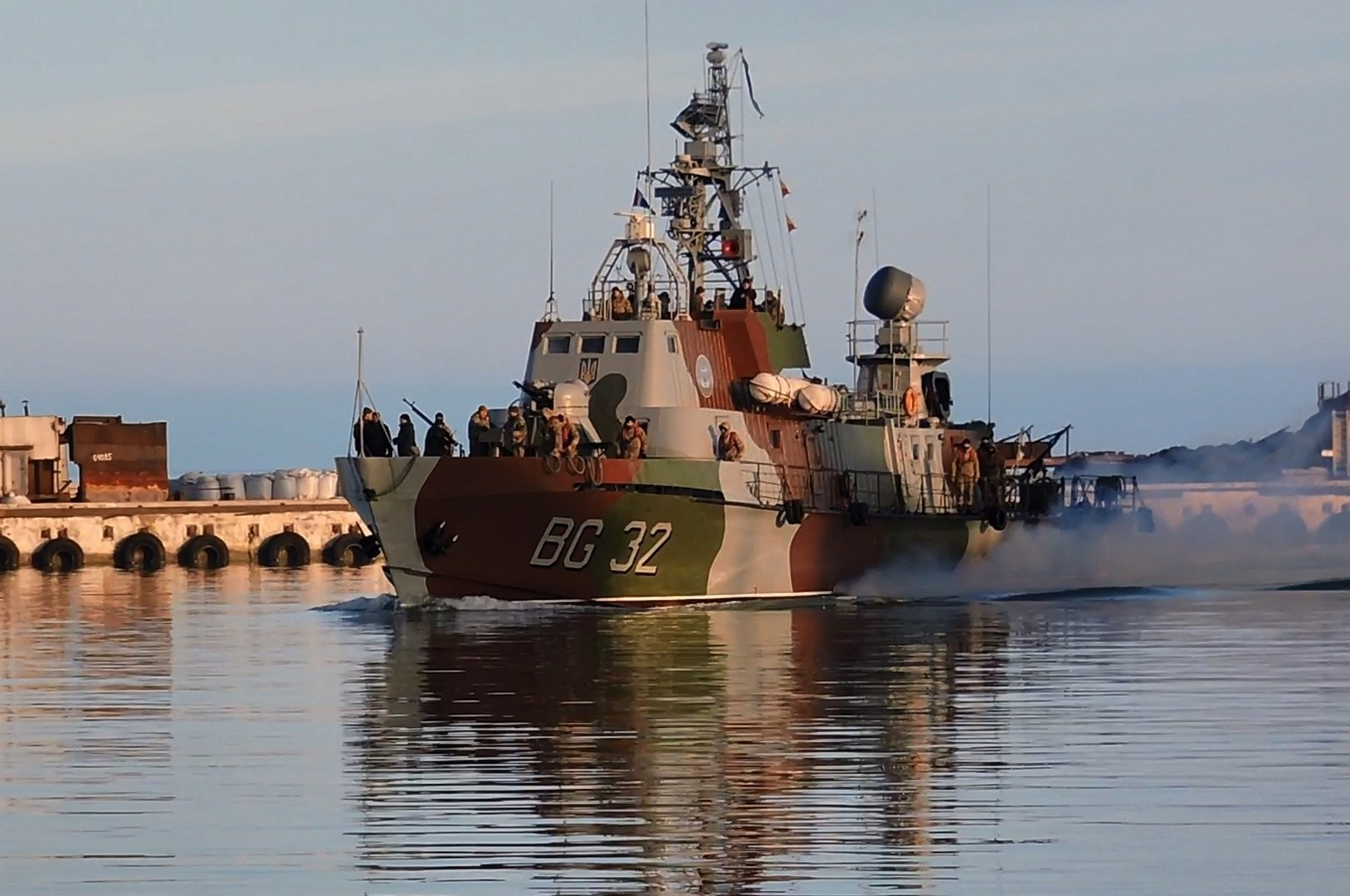
Корабель Морської охорони «Донбас» BG-32
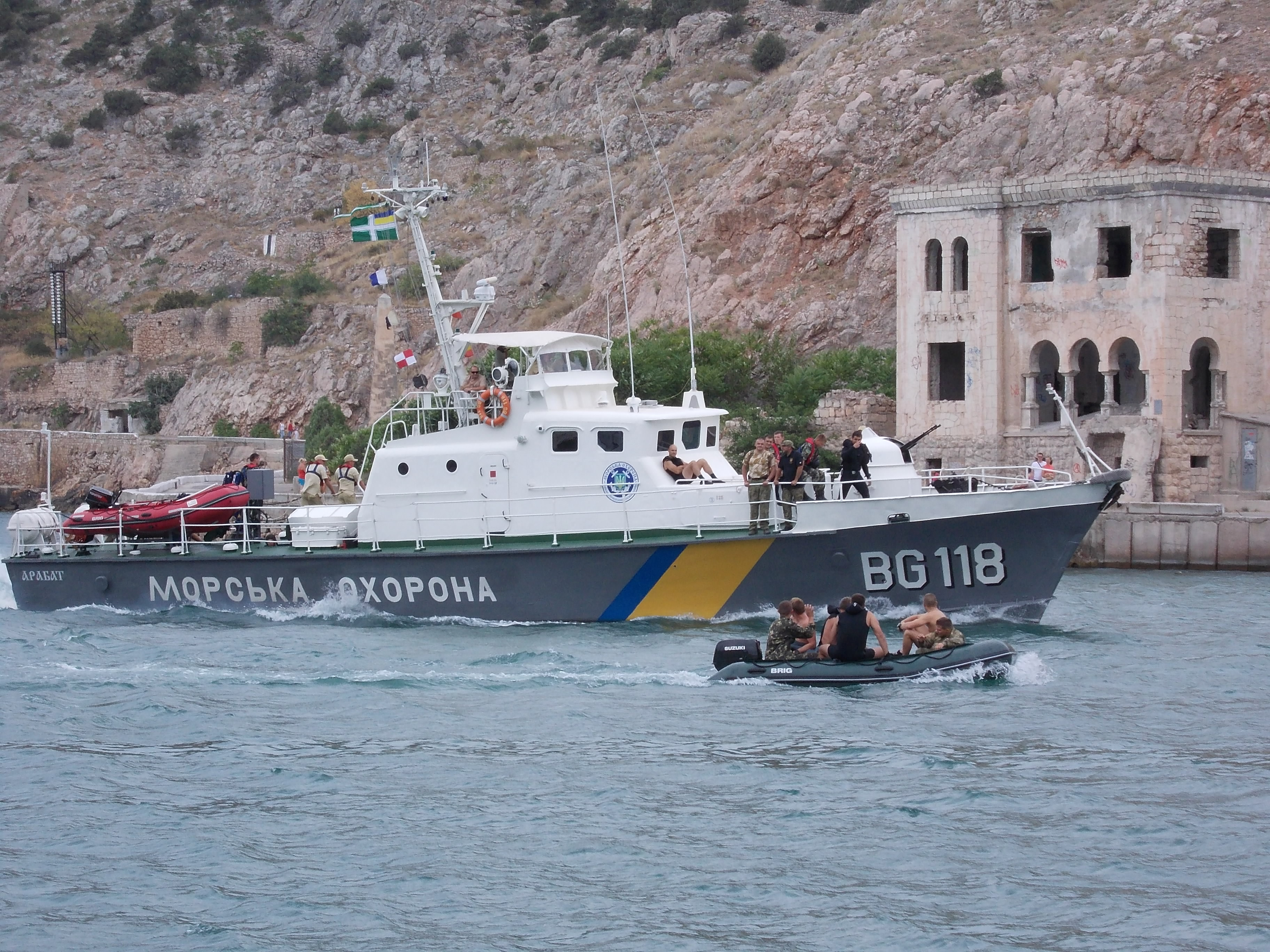
Катер морської охорони «Арабат»
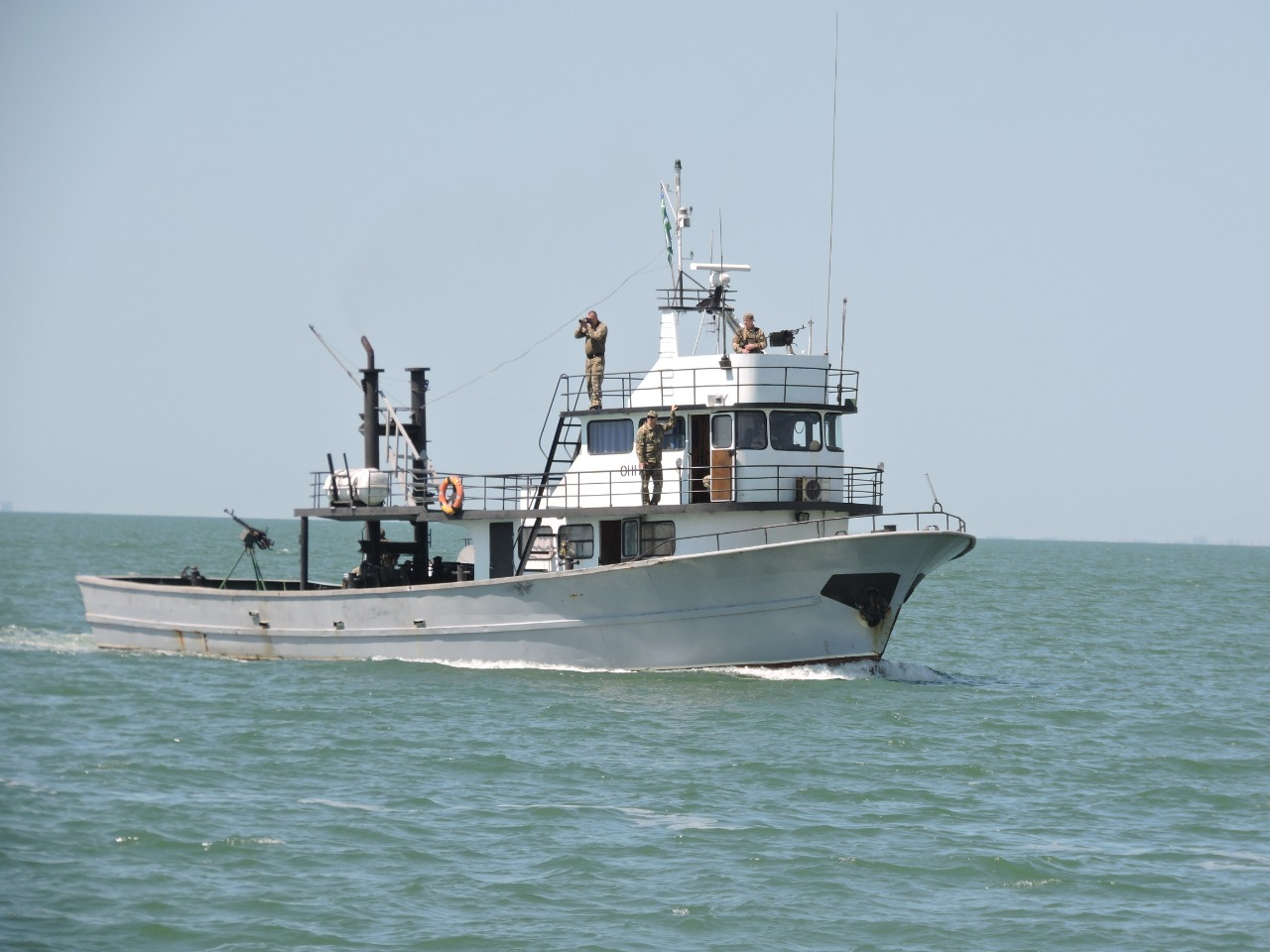
Корабель 3 рангу (шхуна) Морської охорони "Онікс" (б/н BG-59)

## Втрати
1 січня 2016 року помер в районі міста Маріуполь уві сні — від гострої серцевої недостатності — капітан 3-го рангу Віталій Кондаков.
У ході Повномасштабної війни в Україні загін поніс деякі втрати особового складу.
- 11 березня 2022 — Юр’єв Дмитро «Таєць». 31 рік, м. Маріуполь. Головний корабельний старшина  [23]
- 7 квітня 2022 — Пічахчі Микола Артурович «Мех». 30 років, м. Маріуполь. Займався доставкою ресурсів з Азовсталі в Маріупольський порт по морю. В їх човен влучив снаряд ворожого ракетного комплексу. Разом із ним на борту перебували бійці «Азова» [24].
- 7 квітня 2022 — Пахолівецький Владислав Генріхович «Пахлава». 9 травня 1988. Заступник начальника штабу-начальник відділу експлуатації та застосування корабельного озброєння 23 загону морської охорони Державної прикордонної служби капітан 1 рангу (посмертно)
- 15 квітня 2022 — Левчук Ігор Юрійович «Ейс» [25]
- 15 квітня 2022 — Малина Роман [26]